# Hydractinia bayeri
Hydractinia bayeri es una especie de cnidario, perteneciente al género Hydractinia y a la familia Hydractiniidae, descrita originalmente en la Bahía de Panamá por Hirohito en 1984.

## Etimología
El nombre específico bayeri fue atribuido en honor al biólogo marino estadounidense Frederick Bayer.